# 泗水県
泗水県（しすい-けん）は、中華人民共和国山東省済寧市に位置する県。泗河（泗水）が東から西へ流れている。

## 行政区画
下部に2街道、11鎮を管轄する。
- 街道:泗河街道、済河街道
- 鎮:泉林鎮、星村鎮、柘溝鎮、金荘鎮、苗館鎮、中冊鎮、楊柳鎮、泗張鎮、聖水峪鎮、高峪鎮、華村鎮